# Docs.com
Docs.com is een site waar gebruikers hun Office-documenten kunnen ontdekken, uploaden en delen op hun eigen profielpagina.
Ondersteunde bestandstypes zijn Word-documenten, Excel-werkbladen, PowerPoint-presentaties, Mix videopresentaties en Sway's. Gebruikers kunnen ook PDF's en URL's toevoegen aan hun eigen pagina. Docs.com is deel van Microsoft Office Online.

## Samenwerking met Facebook
.Voor het herontwerp van Docs.com was er een samenwerking tussen Microsoft FUSE Labs en Facebook om een simpel onlinedocumentbewerkingsprogramma aan te bieden, gelijkend op Google Docs. Het is ontworpen om het gemakkelijker te maken om te ontdekken, creëren en delen van Office-document met uw Facebook-vrienden. Het werd aangekondigd en officieel uitgebracht gedurende de Facebook f8 conferentie op 21 april 2010 door Mark Zuckerberg en Lili Cheng.
Docs.com bood oorspronkelijk aan om te uploaden of een nieuw Word, Excel of PowerPoint-document te maken. Gebruikers kunnen documenten bekijken en bewerken online, zelfs als ze Microsoft Office niet geïnstalleerd hebben op hun apparaat. Hoewel de docs.com webdesigners zich integreren met Office zodat gebruikers documenten kunnen bewerken op hun eigen PC of Mac en ze dan direct terug opslaan op de cloud. Docs.com ondersteunt ook upload en het in-browser bekijken van PDF-documenten. In januari 2001 kreeg de site ondersteuning voor meerdere talen.
Docs.com voor Facebook was gericht op individuele gebruikers zoals studenten. Een gelijkende aanbieding van Microsoft Office Live is gericht op bedrijfsklanten.

### Technische details
De Facebook gebaseerde Docs.com gebruikte Facebook Connect voor gebruikersauthenticatie. Voorts was de dienst gemodelleerd naar de Facebook Photos-applicatie en maakt gebruikt van gelijkaardige deelinstellingen zodat gebruikers vrienden gemakkelijk kunnen uitnodigen om ofwel hun documenten te bekijken ofwel ze te bewerken. Docs.com integreert in de Facebook UI net als foto's door het aanbieden van een startpagina binnenin Facebok, een profieltabblad en door documenten te posten op een gebruiker zijn/haar Facebook-tijdlijn. De dienst is gebouwd en maakt gebruik van Microsoft's Office Webapplicaties en was compatibel met de grotere browsers: Internet Explorer, Firefox, Safari en Chrome.

### Ondersteuning voor Facebookpagina's
Docs.com kondigde ondersteuning voor Facebookpagina's aan op 8 juli 2010. Facebookpagina-administrators hadden de optie om een gedeelde map te maken waar ze gedeelde documenten kunnen uploaden, maken en bewerken. Documenten kunnen gemakkelijk gepost worden op een Facebookpagina voor de fans van de pagina om het te bekijken.

## 2015 Herontwerp
In 2015 lanceerde Microsoft een nieuwe versie van Docs.com. De herontworpen dienst was gemaakt om het delen van documenten minder moeilijk te maken over het internet terwijl ook het behoud van de bronopmaak. Naast de ondersteunde formaten Microsoft Word, Microsoft PowerPoint, Microsoft Excel, PDF, Office Sway en andere Office-ondersteunde bestandstypes biedt Docs.com importeerfuncties aan om snel documenten van een andere gebruikerscomputer te halen en onder Microsoft-diensten, bijvoorbeeld OneDrive. Docs.com ondersteunt ook reacties en het downloaden van documenten, maar mist de functie om samen te werken aan hetzelfde document.
Als deel van de heruitgave van Docs.com voegde Microsoft zijn webaccumlatiesoftware Curah! samen met Docs.com en tezelfdertijd van de aankondiging kwam de Windows 10-applicatie voor Office Sway uit die ook enkele Curah!-functies integreerde.